# Kostaryka na Letnich Igrzyskach Olimpijskich 1980
Kostarykę na Letnich Igrzyskach Olimpijskich 1980 reprezentowało 29 zawodników: 28 mężczyzn i 1 kobieta. Był to 6. start reprezentacji Kostaryki na letnich igrzyskach olimpijskich. 

## Skład kadry

### Judo
Mężczyźni
- Ronny Sanabria – waga ekstralekka - 13. miejsce
- Álvaro Sanabria – waga półlekka - 19. miejsce
- Manuel Chávez – waga lekka - 19. miejsce

### Łucznictwo
Mężczyźni
- Juan José Wedel - 35. miejsce
- Jorge Murillo - 36. miejsce

### Piłka nożna
Mężczyźni
- Carlos Jiménez, Carlos Toppings, Dennis Marshall, Francisco Hernández, Herberth Quesada, Javier Masís, Jorge White, Julio Morales, Luis Fernández, Marvin Obando, Minor Alpízar, Omar Arroyo, Ricardo García, Roger Alvarez, William Avila, Tomas Velásquez - 13. miejsce

### Pływanie
Mężczyźni
- Andrés Aguilar

200 metrów st. klasycznym - odpadł w eliminacjach
100 metrów st. motylkowym - odpadł w eliminacjach
200 metrów st. motylkowym - odpadł w eliminacjach
400 metrów st. zmiennym - odpadł w eliminacjach
Kobiety
- María París

100 metrów st. dowolnym - odpadła w eliminacjach
100 metrów st. grzbietowym - odpadła w eliminacjach
100 metrów st. motylkowym - 7. miejsce
200 metrów st. motylkowym - odpadła w eliminacjach

### Strzelectwo
Mężczyźni
- Marco Hidalgo - pistolet pneumatyczny, 25 m - 31. miejsce
- Mariano Lara - pistolet, 50 m - 26. miejsce
- Rodrigo Ruiz - pistolet, 50 m - 29. miejsce
- Mauricio Alvarado

Karabin małokalibrowy, trzy postawy, 50 m - 38. miejsce
Karabin małokalibrowy, leżąc, 50 m - 54. miejsce
- Roger Cartín

Karabin małokalibrowy, trzy postawy, 50 m - 39. miejsce
Karabin małokalibrowy, leżąc, 50 m - 53. miejsce
- Alvaro Guardia - skeet - 44. miejsce